# Бадр ибн Сауд Аль Сауд
Бадр ибн Сауд Аль Сауд  (араб. بدر بن سعود بن عبد العزيز آل سعود‎; 1934—2004) — саудовский принц и государственный деятель, сын короля Сауда.

## Биография
Родился в 1934 году в семье принца Сауда. Получил образование в институте Аль-Джанл.
В 1963 году король уволил всех принцев, лояльных к принцу Фейсалу и назначил, вместо них своих сыновей. Бадр был назначен на должность эмира Эр-Рияда 20 января 1963 года королем Саудом, и снят с поста спустя 2 недели принцем Фейсалом.
После снятия с поста занялся бизнесом.
В 1964 после того как король Сауд был свергнут, принц отправился с ним в изгнание.
В 1988 во время его визита в Марокко, его машина взорвалась. В итоге, принц потерял левую ногу и мизнец левой руки.
Умер в 2004 году. Похоронен в Эр-Рияде на кладбище Эль-Уд.
Был женат, имел 13 детей. Его сын принц Мишааль (род. 1961) — военный офицер, а два других сына, принц Абдул-Азиз и принц Таляль — спортивные чиновники.